# 続 混沌
「続 混沌」（ぞく こんとん）は、中川翔子の16枚目のシングル。2013年6月5日にSony Recordsから発売されている。

## 概要
前作「ホロスコープ」から1年5ヶ月ぶりのシングル。
発売形態はCD+DVD（SRCL-8270/1）のみで中川のシングルが1形態で発売されるのは初。1月に発売されたミニアルバム『UCHI-SHIGOTO,SOTO-SHIGOTO!!』から数えると2作連続である。27ページのブクレットも付属。対象店舗で買うと先着で「mmtsロゴリストバンド 続 混沌ver」がプレゼントされる。
ジャケット、PVは全裸に黒リボンのみの「黒リボンミイラ」となっており、撮影は男子禁制で行われた。PVにはROLLYが出演している。
「続 混沌」は今までの曲にない「カオス」で「べらんめぇ」なロックとなっている。5月4日、5日に舞浜アンフィシアターで開催されたバースデーライブ「TOKYO SHOKO☆LAND 〜夢と魔法と貪欲の世界〜」で初披露された。
6月3日から「続 混沌」アドトラックが都内を走行した。
プラウザゲーム『千年勇者 〜時渡りのトモシビト〜』のテーマソングとなっており中川デザインのコラボレーション装備「クリオ寝子バッカルコーン」などが配布された。中川の楽曲がゲームのテーマソングに起用されたのは初。
「歌舞伎町の女王 -2011.12.20.中野サンプラザver.- 」は2011年12月19、20日に開催された「Shoko☆Cover Fes．2011 in NAKAGAWA BROADWAY」のライブ音源で歌詞の内容が原曲と異なり中野仕様にアレンジされている。

## 収録曲
CD
1. 続 混沌 [4:22] 
作詞：岩里祐穂 / 作曲・編曲：シライシ紗トリ
  - プラウザゲーム『千年勇者 〜時渡りのトモシビト〜』イメージソング
2. 紅恋毒蝕 [4:09]
作詞：meg rock / 作曲・編曲：黒須克彦
3. 続 混沌 (instrumental)
4. 紅恋毒蝕 (instrumental)
5. 歌舞伎町の女王 -2011.12.20.中野サンプラザver.- [2:14]
作詞・作曲：椎名林檎

DVD
1. 続 混沌 [Music clip]
2. 続 混沌 メイキング